# Blue Mounds (Gemeinde, Wisconsin)
Blue Mounds ist eine Gemeinde (mit dem Status „Village“) im Dane County im US-amerikanischen Bundesstaat Wisconsin. Im Jahr 2010 hatte Blue Mounds 855 Einwohner.
Blue Mounds ist Bestandteil der Metropolregion Madison.

## Geografie

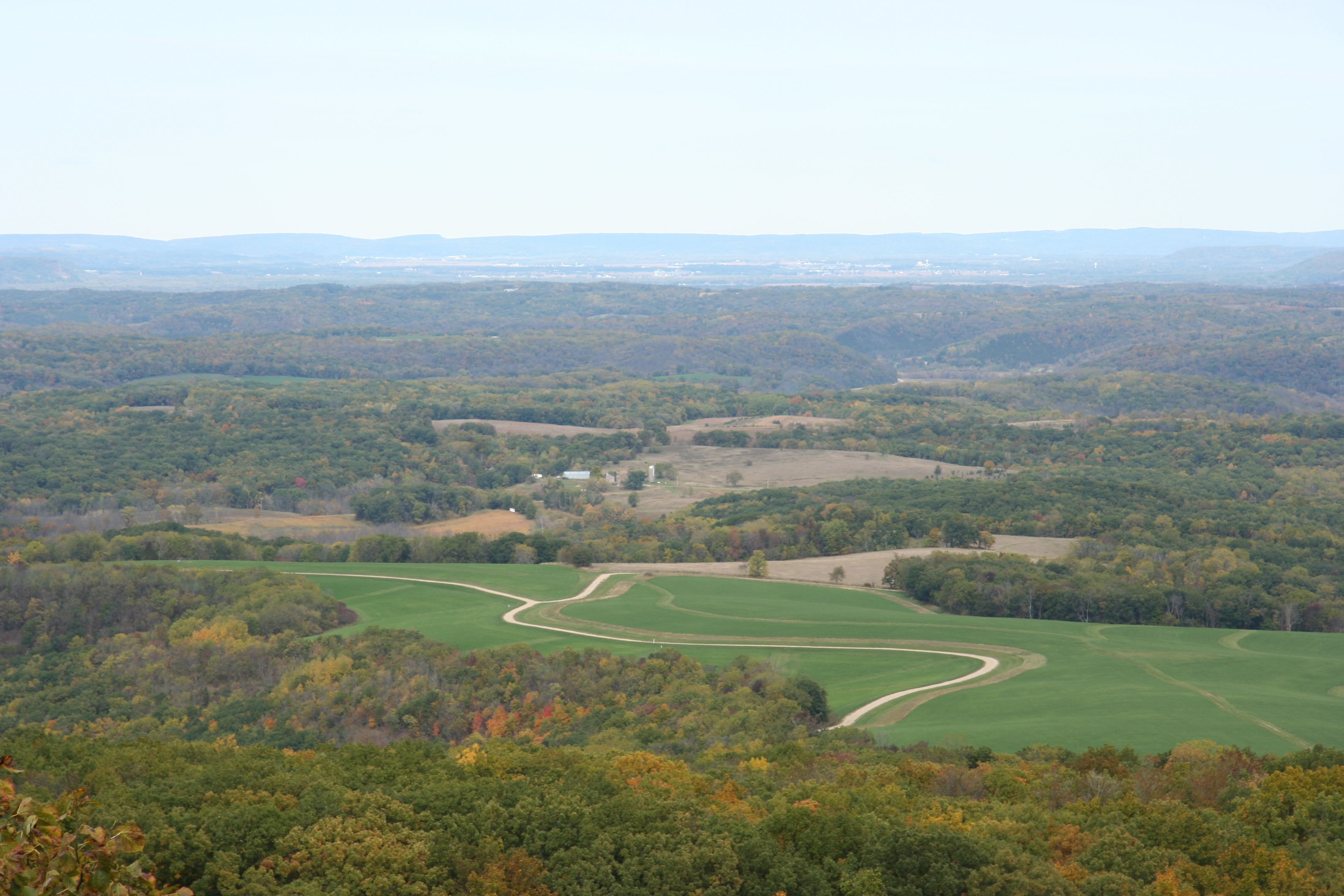
Blick über den Blue Mound State Park

Blue Mounds liegt im mittleren Süden Wisconsins, im westlichen Vorortbereich von dessen Hauptstadt Madison. Der am Mississippi gelegene Schnittpunkt der drei Bundesstaaten Wisconsin, Iowa und Illinois liegt 100 km südwestlich.
Die geografischen Koordinaten von Blue Mounds sind 43°01′03″ nördlicher Breite und 89°49′56″ westlicher Länge. Das Gemeindegebiet erstreckt sich über eine Fläche von 2,36 km². Der Ort Blue Mounds liegt östlich des überwiegend im benachbarten Iowa County liegenden Blue Mound State Park.
Das Zentrum von Madison liegt 40 km östlich. Weitere Nachbarorte sind Mazomanie (22,8 km nördlich), Black Earth (18,3 km nordnordöstlich), Cross Plains (25,4 km nordöstlich), Mount Horeb (8,3 km östlich), Hollandale (22,8 km südwestlich), Barneveld (5,4 km westlich) und Arena (24,1 km nordnordwestlich).
Die nächstgelegenen Großstädte sind Green Bay (264 km nordöstlich), Milwaukee (174 km östlich), Chicago (260 km südöstlich) und Rockford (137 km südsüdöstlich).

## Verkehr
Entlang des südlichen Ortsrandes verlaufen auf einem vierspurig ausgebauten gemeinsamen Streckenabschnitt die U.S. Highways 18 und 151. Alle weiteren Straßen sind untergeordnete Landstraßen, teils unbefestigte Fahrwege sowie innerörtliche Verbindungsstraßen.
Parallel zur Straße US 18 / US 151 verläuft durch das Stadtgebiet auf der Trasse einer ehemaligen Eisenbahnstrecke der Chicago and North Western Railway mit dem Military Ridge State Trail ein Rail Trail für Wanderer und Radfahrer. Im Winter kann der Wanderweg auch mit Schneemobilen befahren werden.
Der nächste Flughafen ist der Dane County Regional Airport in Madison (50,8 km ostnordöstlich).

## Bevölkerung
Nach der Volkszählung im Jahr 2010 lebten in Blue Mounds 855 Menschen in 336 Haushalten. Die Bevölkerungsdichte betrug 362,3 Einwohner pro Quadratkilometer. In den 336 Haushalten lebten statistisch je 2,54 Personen. 
Ethnisch betrachtet setzte sich die Bevölkerung zusammen aus 97,8 Prozent Weißen, 0,1 Prozent Afroamerikanern, 0,4 Prozent amerikanischen Ureinwohnern, 0,5 Prozent Asiaten sowie 0,5 Prozent aus anderen ethnischen Gruppen; 0,8 Prozent stammten von zwei oder mehr Ethnien ab. Unabhängig von der ethnischen Zugehörigkeit waren 1,3 Prozent der Bevölkerung spanischer oder lateinamerikanischer Abstammung. 
27,8 Prozent der Bevölkerung waren unter 18 Jahre alt, 63,5 Prozent waren zwischen 18 und 64 und 8,7 Prozent waren 65 Jahre oder älter. 51,0 Prozent der Bevölkerung war weiblich.
Das mittlere jährliche Einkommen eines Haushalts lag bei 55.982 USD. Das Pro-Kopf-Einkommen betrug 27.120 USD. 6,9 Prozent der Einwohner lebten unterhalb der Armutsgrenze.